# Seznam dílů seriálu Polda z Marsu
Toto je seznam dílů seriálu Polda z Marsu.

## Přehled řad
| Řada | Díly | Premiéra v USA | Premiéra v USA | Premiéra v ČR | Premiéra v ČR  |
| Řada | Díly | První díl      | Poslední díl   | První díl     | Poslední díl   |
| ---- | ---- | -------------- | -------------- | ------------- | -------------- |
| 1    | 17   | 9. října 2008  | 1. dubna 2009  | 8. dubna 2010 | 6. května 2010 |

## Seznam dílů

### První řada (2008–2009)
| Č. v seriálu | Původní název                                             | Český název                                                | Režie            | Scénář                                        | Premiéra v USA     | Premiéra v ČR  |
| ------------ | --------------------------------------------------------- | ---------------------------------------------------------- | ---------------- | --------------------------------------------- | ------------------ | -------------- |
| 1            | Out Here in the Fields                                    | Tady venku v polích                                        | Gary Fleder      | Josh Appelbaum, André Nemec a Scott Rosenberg | 9. října 2008      | 8. dubna 2010  |
| 2            | The Real Adventures of the Unreal Sam Tyler               | Skutečná dobrodružství neskutečného Sama                   | Michael Katleman | Bryan Oh                                      | 16. října 2008     | 12. dubna 2010 |
| 3            | My Maharishi Is Bigger Than Your Maharishi                | Můj maharishi je lepší než tvůj maharishi                  | Michael Pressman | Tracy McMillan                                | 23. října 2008     | 13. dubna 2010 |
| 4            | Have You Seen Your Mother, Baby, Standing in the Shadows? | Vidělo jsi svou matku, dítě, stát tam ve stínu?            | Alex Zakrzewski  | David Wilcox                                  | 30. října 2008     | 14. dubna 2010 |
| 5            | Things to Do in New York When You Think You're Dead       | Co se dá dělat v New Yorku, když si myslíte, že jste mrtví | Michael Katleman | Sonny Postiglione                             | 6. listopadu 2008  | 15. dubna 2010 |
| 6            | Tuesday's Dead                                            | Úterý je mrtvé                                             | Daniel Minahan   | Adele Lim                                     | 13. listopadu 2008 | 19. dubna 2010 |
| 7            | The Man Who Sold the World                                | Muž, který prodal svět                                     | Darnell Martin   | Meredith Averill a Phil M. Rosenberg          | 20. listopadu 2008 | 20. dubna 2010 |
| 8            | Take a Look At the Lawmen                                 | Podívejte se na muže zákona                                | Brad Turner      | Sonny Postiglione a David Wilcox              | 28. ledna 2009     | 21. dubna 2010 |
| 9            | The Dark Side of the Mook                                 | Odvrácená strana hlupáka                                   | Rick Rosenthal   | Bryan Oh a Tracy McMillan                     | 4. února 2009      | 22. dubna 2010 |
| 10           | Let All the Children Boogie                               | Ať všechny děti tančí                                      | Michael Katleman | Phil M. Rosenberg                             | 11. února 2009     | 26. dubna 2010 |
| 11           | Home Is Where You Hang Your Holster                       | Domov je tam, kde si pověsíš své pouzdro na pistoli        | David M. Barrett | Meredith Averill                              | 18. února 2009     | 27. dubna 2010 |
| 12           | The Simple Secret of the Note in Us All                   | Prosté tajemství zprávy v nás všech                        | Jean de Segonzac | Becky Hartman Edwards a Adele Lim             | 25. února 2009     | 28. dubna 2010 |
| 13           | Revenge of Broken Jaw                                     | Pomsta zlomené čelisti                                     | Stephen Kay      | David Wilcox & Meredith Averill               | 4. března 2009     | 29. dubna 2010 |
| 14           | Coffee, Tea, or Annie                                     | Kávu, čaj nebo Annie                                       | David Petrarca   | Adele Lim a Bryan Oh                          | 11. března 2009    | 3. května 2010 |
| 15           | All the Young Dudes                                       | Všichni ti mladí frajeři                                   | Darnell Martin   | Sonny Postiglione a Tracy McMillan            | 18. března 2009    | 4. května 2010 |
| 16           | Everyone Knows It's Windy                                 | Každý ví, že je to Windy                                   | Alex Zakrzewski  | Mike Flynn                                    | 25. března 2009    | 5. května 2010 |
| 17           | Life Is a Rock                                            | Život je rock                                              | Michael Katleman | Scott Rosenberg                               | 1. dubna 2009      | 6. května 2010 |